# Горний (Асекеєвський район)
Го́рний (рос. Горный) — селище у складі Асекеєвського району Оренбурзької області, Росія.

## Населення
Населення — 1 особа (2010; 2 у 2002).
Національний склад (станом на 2002 рік):
- росіяни — 50 %
- азербайджанці — 50 %